# Jean-Guy Gervais
Pour les articles homonymes, voir Gervais.
Jean-Guy Gervais, né le 19 octobre 1940 à Saint-Dominique-du-Rosaire et mort le 29 février 2004 à Repentigny, est un militaire et homme politique québécois, député de L'Assomption à l'Assemblée nationale du Québec sous la bannière du Parti libéral du Québec (PLQ) de 1985 à 1989.

## Biographie
Jean-Guy Gervais est opérateur de radar de profession et a reçu une formation navale dans la Marine royale du Canada de 1959 à 1964.
Le 2 décembre 1985, il est élu député de L'Assomption sous la bannière du PLQ,.

## Résultats électoraux
|                                                                                               | Nom                    | Parti                        | Nombre de voix | %      | Maj. |
| --------------------------------------------------------------------------------------------- | ---------------------- | ---------------------------- | -------------- | ------ | ---- |
|                                                                                               | Jean-Guy Gervais       | Libéral                      | 15 627         | 41,9 % | 216  |
|                                                                                               | Bastien Bernard        | Parti québécois              | 15 411         | 41,4 % | -    |
|                                                                                               | André Asselin          | Progressiste conservateur    | 5 429          | 14,6 % | -    |
|                                                                                               | Yves Sénécal           | Parti indépendantiste (2008) | 422            | 1,1 %  | -    |
|                                                                                               | Pierre-Bernard Labelle | Union nationale              | 273            | 0,7 %  | -    |
|                                                                                               | Hervé Bélisle          | Crédit social uni            | 103            | 0,3 %  | -    |
| Total                                                                                         | Total                  | Total                        | 37 265         | 100 %  |      |
| Le taux de participation lors de l'élection était de 77,1 % et 590 bulletins ont été rejetés. |                        |                              |                |        |      |